# Giovan Betto

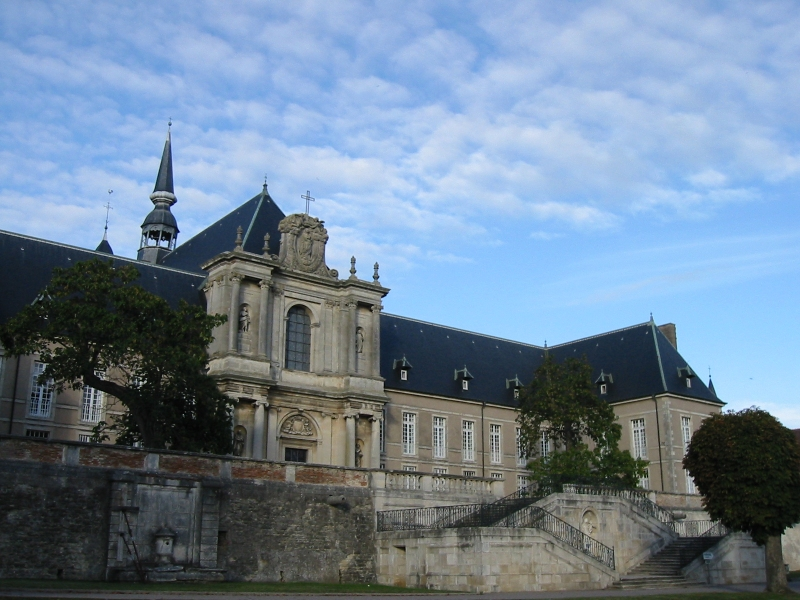
Chartreuse de Bosserville

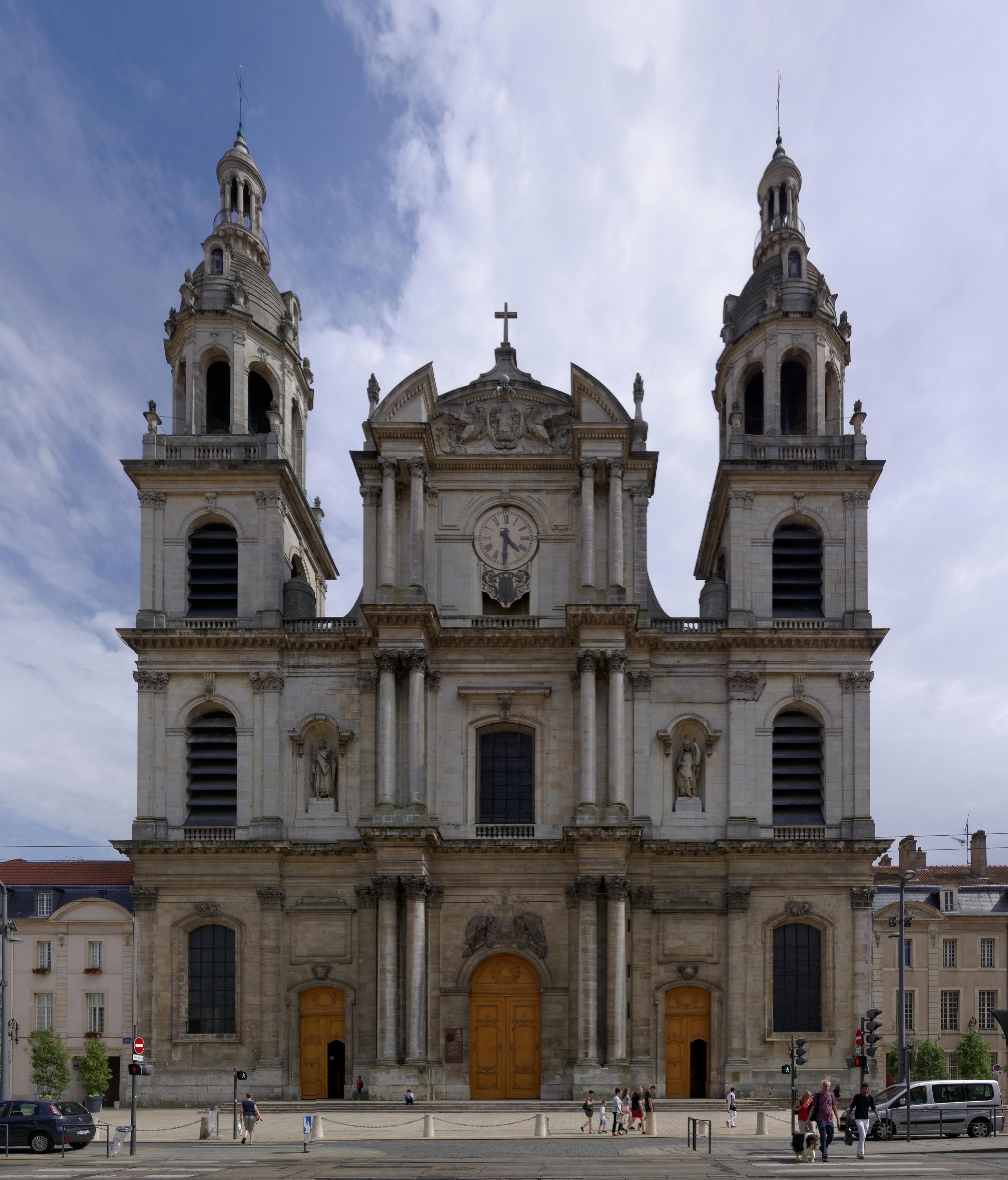
Cathédrale de Nancy

Giovan Betto (francisé en Jean Beteau, Betaut, Betault ou Betto) est un architecte italien des XVIIe siècle et XVIIIe siècle, né en 1640 ou le 27 août 1642 à Riva Valdobbia en Valsesia (duché de Milan), et mort à Nancy le 9 juin 1722. Spécialisé dans l'architecture religieuse, il travailla essentiellement en Lorraine, d'abord pour différents ordres religieux, puis en tant qu'architecte attitré à la cour du Duché de Lorraine, à partir de 1703, au service du duc Léopold Ier .

## Biographie
Betto est né dans la Valsesia, vallée alpine alors située dans le duché de Milan. Fils de Marco Antonio Betto et de Cristina Grande (ou Pietrogrande), appartenant à une famille d'entrepreneurs et de maçons, il eut trois frères qui exercèrent le même métier et travaillèrent avec lui en Lorraine, dont Michele Betto (1645-1702) qui a passé une grande partie de sa vie à Toul et Pietro Betto (1647-1732) qui a travaillé sur les fortifications de Thionville. Sa formation est mal connue mais il est probable qu'il effectua un voyage à Rome durant sa jeunesse.
Durant les premières décennies qu'il passa en Lorraine, il n'eut pas de résidence fixe et se déplaçait au gré des chantiers qui lui étaient confiés. En 1669, il travaille à l'église des Carmes de Nancy. En 1670, il dirige les travaux de l'église des Petits-Carmes de Metz (aujourd'hui intégrée dans l'espace muséal de la Cour d'Or. En 1672, il est consulté par les chartreux de Bosserville. Il demeure à Bosserville entre 1676 et 1682 et toise les ouvrages en 1685 et 1686. En 1682, il s'est rendu à Saint-Mihiel. Vers 1684, il se rend au couvent des Carmes de Gerbéviller pour faire un dessin et donner son avis.
En 1699, il a donné des plans pour la primatiale de Nancy mais ce sont les plans de Jules Hardouin-Mansart qui sont choisis. Il a travaillé, vers 1700, sur l'église de la congrégation Notre-Dame de Verdun (détruite en 1795). Ce n'est que vers 1700 qu'il se fixa à Nancy, où le duc Léopold Ier lui avait confié le chantier de la future primatiale. Le 21 novembre 1702, il « s'oblig[eait] de servir S. A. R. d'architecte dans tous les bâtiments et de diriger les fabriques qu'il lui confier[ait] avec toute l'exactitude possible ».
À partir de 1716, il résida dans le couvent des Petites Carmélites de Nancy (actuelle rue Chanzy), où il mourut à l'âge de presque 80 ans, le 9 juin 1722.

## Famille
- Marco Antonio Betto marié à Cristina Grande (ou Pietrogrande),
  - Giovan (tantôt appelé Jean, tantôt Jacques) marié à Marie Pique décédée au mariage de son fils, en 1710)[5]
    - Jacques Betto, se marie à l'église Saint-Sébastien de Nancy le 29 octobre 1710 en présence de son père, qui est désigné tantôt comme architecte, tantôt comme tailleur de pierre. Il a eu plusieurs enfants nés entre 1711 et 1714[6]. Il est désigné comme architecte entre 1711 et 1722, bourgeois en 1725, fournier entre 1726 et 1728. Il est encore cité à Nancy en 1733 dans un héritage[7].
      - Madeleine Betto (19 octobre 1711- ),
      - Ursule François Betto (11 novembre 1712- ),
      - Remy Sigisbert Betto[8] (9 juillet 1714- ),

  - Michele Betto (1645-1702), arrivé à Toul entre 1670 et 1674, marié en premières noces à Barbe Parisot ( -1677), marié en secondes noces, en 1677, avec Sébastienne Pinon ( -1727), fille de Nicolas Pinon, maître de poste à Velaine. Son premier chantier a été la reconstruction des fortifications de Nancy après 1672, puis à la forteresse Saint-Jean, face à Saarbruck, en 1680, puis à Marsal, en 1683, il travaille avec son frère aux fortifications de Thionville,
    - Charlotte Betto, Bétau ou Bétault (1676- ) mariée en 1695, en premières noces, avec Pierre Bourlier, fils de Dominique Bourlier de Mattaincourt, en 1715, en secondes noces, avec Nicolas Hussenot, aubergiste à Xirocourt,
    - Jean-Pierre Bétau (1677-1677)
    - Anne Betto (1678-1678),
    - François Betto (1682- )
    - Jeanne Betto (1683- )
    - Marie Sébastienne Betto (1685- )
    - François Betto (1688- )

  - Pietro Betto (1647-1732) travaille aux fortifications de Thionville.

## Œuvres

### Les plus connues
- La façade (1711-1714) de la collégiale Saint-Maurice, aujourd'hui cathédrale, à Saint-Dié-des-Vosges. Elle s'inspire de la façade palladienne de la basilique San Giorgio Maggiore à Venise[9].
- Son chantier le plus important reste l'église primatiale Notre-Dame-de-l'Annonciation, aujourd'hui cathédrale de Nancy (1699-1722). Bien que le projet ait été modifié en 1706 par Jules Hardouin-Mansart, Betto en fut le maître d'œuvre jusqu'à sa mort. Le dôme monumental qui devait couronner la croisée du transept n'ayant jamais été construit pour des raisons de stabilité, des modifications ultérieures furent apportées par l'architecte Germain Boffrand.
- La Chartreuse de Bosserville à Art-sur-Meurthe au Sud de Nancy. Betto y travailla irrégulièrement entre 1671 et 1715. Il est surtout l'auteur de la façade de l'église abbatiale (1690).

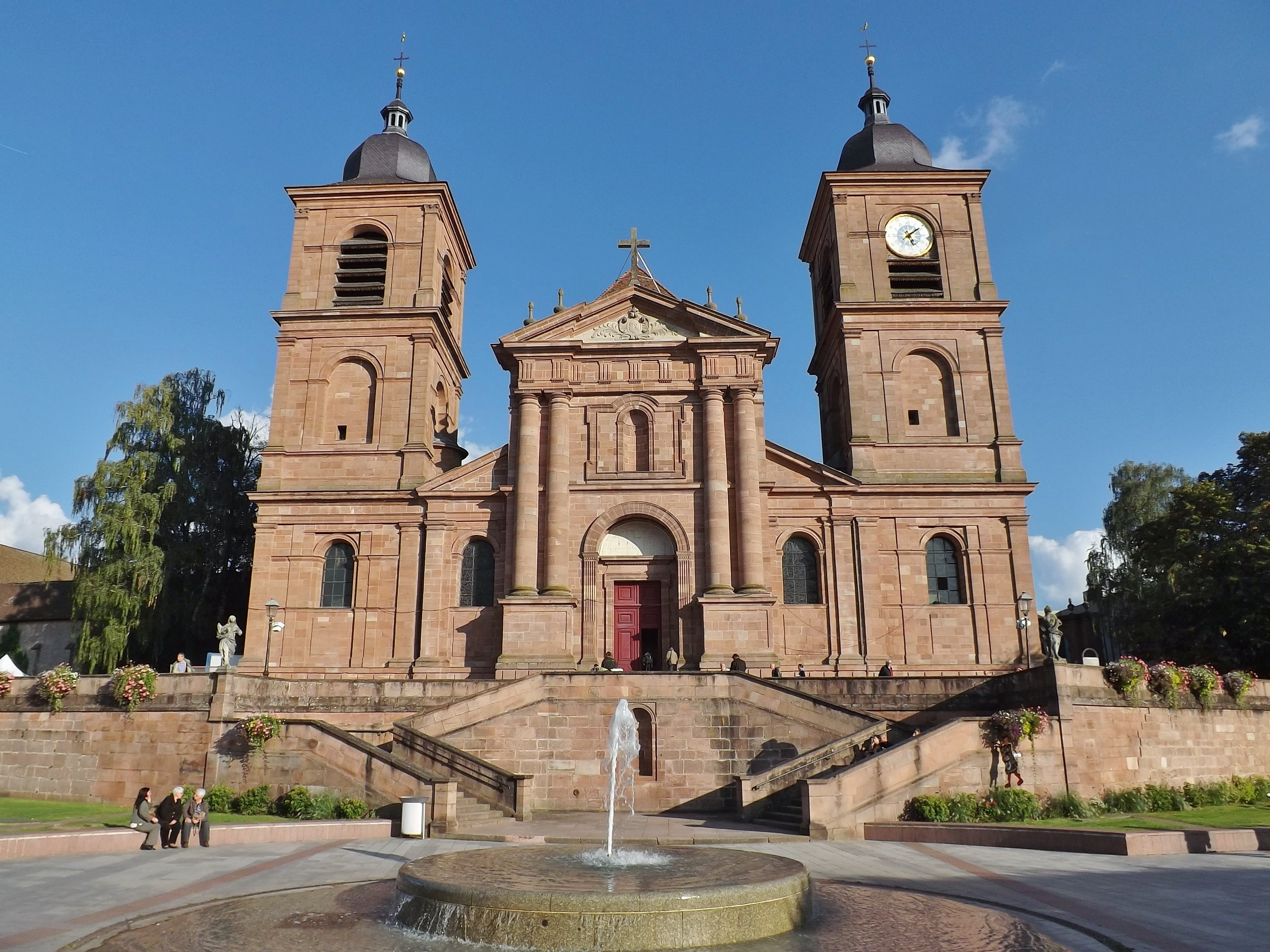
Façade de la cathédrale de Saint-Dié-des-Vosges

### Autres
Peuvent également être citées :
- La chapelle Notre-Dame du Mont-Carmel de l'église des Carmes Déchaussés à Nancy (1669)
- L'église des Carmes Déchaussés (dits « Petits Carmes ») à Metz (1672-1675)
- Le cloître de l'abbaye prémontrée à Etival-Clairefontaine (1679-1682)
- L'abbaye Bénédictine Saint-Michel à Saint-Mihiel (1680, 1687), seulement pour quelques expertises
- Le Couvent des Chanoinesses de Saint-Augustin de la Congrégation Notre-Dame à Saint-Mihiel (bâtiments et cloître reconstruits partiellement de 1681 à 1684 et l'église de 1684 à 1688 sur des plans d'un architecte nommé Bolto (probablement Betto qui travaillait également à l'abbaye bénédictine de Saint-Mihiel à la même époque).
- Le corps de logis au couvent des Carmes Déchaussés à Gerbéviller (1686)
- Les Bâtiments de l'hôtellerie et de la recette (1699-1701) du Couvent des Chartreux Sainte-Trinité, Sainte-Vierge à Molsheim.
- Le couvent et l'église des Carmélites Déchaussées du premier couvent (dites « Grandes-Carmélites ») à Nancy (1699-1704)
- L'église de la Congrégation Notre-Dame à Verdun (1701-1704)
- Le couvent et l'église des Carmes Déchaussés à Lunéville (1707)
- L'église abbatiale Saint-Joseph des prémontrés (plan et début du chantier) à Nancy, aujourd'hui temple protestant de Nancy (1713)
- Le couvent et l'église des Carmélites Déchaussées du second couvent (dites « Petites Carmélites ») à Nancy (1714-1716)